# Forêts pluviales d'altitude du Vogelkop
Localisation
Les forêts pluviales d'altitude du Vogelkop forment une écorégion définie par le fonds mondial pour la Nature (WWF). Elle couvre une partie importante de la péninsule de Doberai ainsi que d'autres zones dans la péninsule de Bomberai, en Indonésie. Elle appartient à l'écozone australasienne et au biome des forêts décidues humides tropicales et subtropicales. 